# Arai jezici
Arai jezici, malena skupina jezika koja je nekada činila dio porodice left may, iz koje su četiri jezika izdvojena i priključena ex-porodici kwomtari-baibai (danas skupina kwomtari), nakon čega je proimenovana u arai-kwomtari.
Četiri izdvojena jezika koja su priključena novoj porodici su ama [amm]; iteri [itr]; nimo [niw]; i owiniga [owi]. Jezici bo i nakwi, ostali su jedini predstavnici porodice left. may.

## Vanjske poveznice
- Left May, Ethnologue (14th)